# らくごえいが
『らくごえいが』は、2013年の日本のオムニバス映画である。2013年4月6日から同年12月13日まで劇場公開された。古典落語『ねずみ』『死神』『猿後家』を原作・原案とした3つの短編映画からなっており、落語家たちへのインタビュー映像も本編に含まれているほか、案内人は落語家の桂三四郎が務めている。東京芸術大学大学院映像研究科映画専攻所属のスタッフによって制作された。
2013年10月22日にオリコンDVD映画デイリーランキングで売り上げ第一位となり、10月24日にAmazon.co.jpの日本映画コメディ部門でベストセラー第一位を記録した。
2014年9月20日には、第18回水戸短編映像祭+第29回水戸映画祭において、第29回水戸映画祭連携企画として特別上映。

## ビフォーアフター

### ストーリー
原作『ねずみ』
虎屋という大きな旅籠を乗っ取られ、鼠屋という小さな宿屋を営んでいる亭主に、左甚五郎が彫ってやった鼠が動き、評判になる。

### ジャンル
人情噺（ドラマ）

### キャスト
- 林田かるほ - 田島ゆみか： 映画製作会社の社員。
- 左甚六 - 音尾琢真： かるほの上司。
- かるほの父 - 斉木しげる

### スタッフ
- 監督：遠藤幹大
- 脚本：敦賀零

## ライフ・レート

### ストーリー
原作『死神』
借金の目途が立たず死のうと思った男が死神に遇い、 寿命の有る病人に付いている死神を引き離す呪文を教わって医者になる。 

### ジャンル
ホラー

### キャスト
- 男 - 山田孝之：死神と取引した主人公。
- 死神 - 安田顕
- 女の子 - 本田翼： 作家志望。

### スタッフ
- 監督：松井一生
- 脚本：嵯峨愁

## 猿後家はつらいよ

### ストーリー
原案『猿後家』
容貌が猿に似ている大店の後家は「綺麗だ」とほめられると有頂天になる。 また、お店では「猿」という言葉が禁句になっている。 

### ジャンル
喜劇（コメディ）

### キャスト
- 映画プロデューサー - 加藤貴子
- 映画監督 - 戸次重幸
- 村上健志（フルーツポンチ）

### スタッフ
- 監督：坂下雄一郎
- 脚本：浦上毅郎

## インタビュー
- 三遊亭小遊三
- 春風亭一之輔
- 春風亭ぴっかり
- 笑福亭鶴光
- 立川志らく
- 林家三平
- 柳家わさび

## キャスト
- 山田孝之
- 加藤貴子
- 田島ゆみか
- 桂三四郎
- 安田顕（TEAM NACS）
- 戸次重幸（TEAM NACS）
- 音尾琢真（TEAM NACS）
- 本田翼
- 西方凌
- 村上健志（フルーツポンチ）
- 斉木しげる
- 田中要次
- 亘健太郎（フルーツポンチ）
- 近藤春菜（ハリセンボン）
- 箕輪はるか（ハリセンボン）
- 三遊亭小遊三
- 春風亭一之輔
- 春風亭ぴっかり
- 笑福亭鶴光
- 立川志らく
- 林家三平
- 柳家わさび[7][8]

## スタッフ
- 監督： 松井一生、遠藤幹大、坂下雄一郎
- 脚本： 嵯峨愁二、敦賀零、浦上毅郎
- 音楽： HARCO
- エグゼクティブプロデューサー： 堀越謙三
- 企画・プロデュース： 田中雄之
- ポストプロダクションプロデューサー： 田中直毅
- 撮影： 斎藤領、清水絵里加、跡地淳太朗、陳畑君
- 録音・整音： 堀修生、西垣太郎、城野直樹
- 美術： Ice Elloso、相澤伶美、栗田志穂
- 編集： 中西良太、和泉陽光、佐久川満月、江畠香希[9][10][8]
- 制作：東京芸術大学大学院映像研究科
- 配給：アールグレイフィルム
- 製作：東京芸術大学、衛星劇場、ライツアパートメント、アミューズ、リヴァンプ、アールグレイフィルム

## エピソード
- LA EigaFestで2012年12月15日に上映された[11]。
- 2013年8月22日にAmazon.co.jpの日本映画ドラマ部門でベストセラー第一位を記録した[12]。
- 2013年10月23日にアミューズソフトエンタテインメントから日本版DVDが発売され、レンタルも全国で開始された[13][8]。
- 2014年2月2日から28日までスカパー!でテレビ初放映される[14]。